# ۱۰۹۶ (قمری)
۱۰۹۶ (قمری)، هزار و نود و ششمین سال در گاهشماری هجری قمری است. اول محرم این سال برابر با هشتم دسامبر سال ۱۶۸۴ میلادی است.

## وابسته
- احمد نیریزی